# La Discrète
Pour plus de détails, voir Fiche technique et Distribution.
La Discrète est un film français réalisé par Christian Vincent et sorti le 21 novembre 1990.

## Synopsis
Antoine, assistant parlementaire au Sénat et à ses heures écrivain dilettante, vient accueillir Solange, sa dernière conquête, sur un quai de la gare de l'Est, pour lui déclarer qu’il la quitte. Égocentrique et vaniteux, en matière sentimentale comme pour le reste, il veille en effet à rompre avant d’être quitté. Mais Solange arrive à la gare accompagnée d’un autre homme et annonce à Antoine qu’elle l’abandonne pour celui-ci. Blessé dans son amour-propre, il va aussitôt, bavard impénitent, s’épancher auprès de son ami Jean Costals, vieil éditeur taciturne et solitaire, inconsolable de la mort de sa mère et secrètement misogyne, qui tient avec son commis Manu – gros garçon un peu simple sur lequel il lui arrive de passer ses nerfs – une librairie de livres anciens rue de l'Odéon.
Jean propose à Antoine de tirer profit de sa rupture pour écrire un livre fait de notes prises au jour le jour et dont le thème serait « un homme plaqué par une femme décide de se venger, non pas de cette femme, mais des femmes en général. Cet homme décide de séduire une femme au hasard puis, une fois que celle-ci sera tombée amoureuse de lui, il la quittera. » Et, plutôt que d'imaginer cette histoire, Jean demande à Antoine de la vivre réellement et de relater ce qui se passe. Moyennant quoi il s'engage à le publier.
D’abord réticent, Antoine se laisse finalement convaincre mais, se sachant « totalement dépourvu d’imagination », à la condition que Jean lui dicte pas à pas la marche à suivre. Sur ces bases, il passe une petite annonce pour recruter une étudiante censée taper le manuscrit fourni par Jean d’un texte au titre délibérément provocateur – Toilette intime – prétendument écrit par un vieil érotomane. C’est ainsi qu’il rencontre Catherine, une jeune femme, d’aspect modeste, naturelle et sans apprêt, aux antipodes des filles qui l’attirent, et qu’avec son outrance logorrhéique habituelle il juge de prime abord « immonde ». Peu enthousiaste au départ, Antoine est aiguillonné par Jean qui le persuade que séduire une femme des plus ordinaires corsera son livre. Il entreprend donc, non sans ruse et petits calculs, et aussi poussé par son éditeur qui sait se montrer exigeant et colérique sitôt qu’il le sent fléchir, d’apprivoiser peu à peu la jeune femme.
Petit à petit, au fil des rencontres avec elle, il se laisse cependant prendre au jeu, séduit à son tour par une personnalité plus complexe et sensible qu’hâtivement imaginée. Après une soirée puis une nuit passées avec elle, il estime impossible de continuer à jouer le rôle que Jean lui a assigné et décide de rompre son contrat et, croisant Manu au café, lui remet un petit mot en ce sens à l’intention de son commanditaire.
Cette volte-face plonge Jean dans une fureur noire et celui-ci décide, par vengeance, de remettre à Catherine au moment où elle prend le train pour la campagne le journal d’Antoine. Sa lecture laisse Catherine dévastée. Croyant avoir été jouée par un être roué, manipulateur et insensible, elle trouve cependant la force d’écrire à Antoine une lettre d’adieu, sobre et digne.
Antoine, travaillant comme à son habitude au Café de la Mairie de la place Saint-Sulpice est trop absorbé pour s’apercevoir qu’une jeune femme l’observe. Une voix-off tire la morale de l’histoire : « Quand on regarde quelqu’un, on n’en voit que la moitié ».

## Fiche technique
- Titre : La Discrète
- Réalisateur : Christian Vincent
- Scénario : Christian Vincent et Jean-Pierre Ronssin
- Directeur de la photographie : Romain Winding
- Montage : François Ceppi
- Son : Jean-Jacques Ferran
- Costumes : Marie Malterre
- Décors : Sylvie Olivé
- Musique originale : Jay Gottlieb
- Musiques additionnelles : Mélodie hongroise D817 de Franz Schubert et Sonate K87 de Domenico Scarlatti interprétées par Jay Gottlieb
- Producteurs : Alain Rocca et Adeline Lecallier
- Directeur de la production : Xavier Amblard
- Sociétés de production : Lazennec Productions et Sara Films
- Pays d’origine :  France
- Durée : 94 minutes
- Genre : drame, romance
- Date de sortie : 21 novembre 1990 en France

## Distribution
- Fabrice Luchini : Antoine
- Judith Henry : Catherine Legeay
- Maurice Garrel : Jean Costals
- François Toumarkine : Manu
- Marie Bunel : Solange
- Nicole Félix : Monique
- Serge Riaboukine : Le serveur
- Yvette Petit : La boulangère
- Pierre Gérald : L'académicien
- Sophie Broustal : La fille en rose
- Brice Beaugier : L'ami de Solange
- Amy Laviètes : Ewa
- Katia Popova : La jeune fille du café
- Hélène Ardouin : L'amie de Catherine
- Olivier Achard : Le bibliophile

## Distinctions
- Prix Méliès 1990
- Mostra de Venise 1990 :
  - Prix de la semaine critique
- César du cinéma 1991 :
  - César du meilleur espoir féminin pour Judith Henry
  - César du meilleur scénario original ou adaptation pour Jean-Pierre Ronssin et Christian Vincent
  - César de la meilleure première œuvre pour Christian Vincent
  - nomination au César du meilleur acteur pour Fabrice Luchini
  - nomination au César du meilleur acteur dans un second rôle pour Maurice Garrel

## Analyse
Le statut professionnel exact du personnage d’Antoine est incertain :
- il travaille au Sénat sans faire partie du personnel. Il occupe un poste suffisamment important pour avoir une secrétaire attitrée, ce qui ne cadre pas avec le simple statut d’assistant parlementaire. Il dit écrire des notes et des discours, ce qui évoque plutôt le rôle d’un membre de cabinet, mais il a manifestement beaucoup de temps libre, ce qui n’est guère compatible[pertinence contestée] ;
- lors d’une conversation avec Jean, il évoque la rentrée parlementaire pour « fin avril ». Or, à l’époque, la Constitution prévoyait deux sessions et disposait que la seconde, celle du printemps, s’ouvrait le 2 avril.[pertinence contestée]

## Autour du film
L’histoire, le milieu dans lequel elle se déroule et les personnages font résonance avec de multiples références littéraires et cinématographiques[réf. nécessaire]. Outre le roman Les Liaisons dangereuses (1782) de Choderlos de Laclos et ses diverses adaptations, dont entre autres :
- Belle du Seigneur (1938) d’Albert Cohen, qui a aussi pour arrière-plan le milieu parlementaire, en l’occurrence la SDN ;
- Les Jeunes Filles (1936-1939) d’Henry de Montherlant dont le héros, écrivain célèbre, cynique et calculateur, s’appelle « Costals » comme Jean ;
- Antoine Doinel, le héros récurrent (1959-1979), léger, égocentrique et bavard des films de François Truffaut, qui n’est pas sans rappeler le personnage d’Antoine ;
- Le Mouton enragé (1974) film de Michel Deville, dans lequel un café est déjà un site névralgique du déroulement du récit, et ou Claude Fabre, deus ex machina et mentor de Nicolas Mallet, joue un rôle similaire à Jean ;
- Tiré à part (1996) de Bernard Rapp, avec là aussi le milieu littéraire germanopratin — chic et feutré — pour toile de fond.